# Echarren
Echarren (en euskera y oficialmente: Etxarren) es una localidad y un concejo de la Comunidad Foral de Navarra (España) del municipio de Araquil, situado en la Merindad de Pamplona, en la comarca de La Barranca y a 22,5 km de la capital de la comunidad, Pamplona. Su población en 2014 fue de 153 habitantes (INE), su superficie es de 2,94 km² y su densidad de población es de 52,04 hab/km².

## Toponimia
El nombre está formado por etxa (variante de etxe, casa) y barren (parte inferior), significando por tanto "parte inferior" o "debajo de las casas", indicando su situación a una altitud inferior respecto a los otros pueblos de los alrededores, como son Egiarreta, Ekai, Etxeberri o Zuhatzu, que a diferencia de Etxarren no están al borde del río Arakil sino sobre sendas colinas.
En Navarra existen dos pueblos con idéntico topónimo. Además de este, en el valle de Arakil, existe el concejo de Valdemañeru, Etxarren. Para diferenciar ambos, se suelen usar las formas Echarren de Araquil y Echarren de Guirguillano, señalando el municipio en el que se encuentran, únicamente en el caso de ser necesaria dicha distinción. Si bien en euskera existen las formas análogas Etxarren Arakil y Etxarren Girgillao, tradicionalmente se ha venido usando simplemente la forma Etxarren para este lugar y Etxarrentxulo para el de Guirguillano, al ser de menor tamaño.

## Geografía física

### Situación
La localidad de Echarren está situada en la parte oriental del municipio de Araquil a una altitud de 462 m s. n. m. Su término concejil tiene una superficie de 2,94 km² y limita al noroeste con Eguiarreta, al este con Echeverri, al sueste Urrizola, al suroeste con Ecay y al oeste con Murguindueta.

## Demografía

### Evolución de la población
| Gráfica de evolución demográfica de Echarren entre 2000 y 2009 |
|                                                                |
| Datos según el nomenclátor publicados por el INE.              |